# مارماهی گردن‌دراز
مارماهی گردن‌دراز (نام علمی: Derichthyidae) نام یک تیره از راسته مارماهی‌سانان است.